# Volcán Sangay

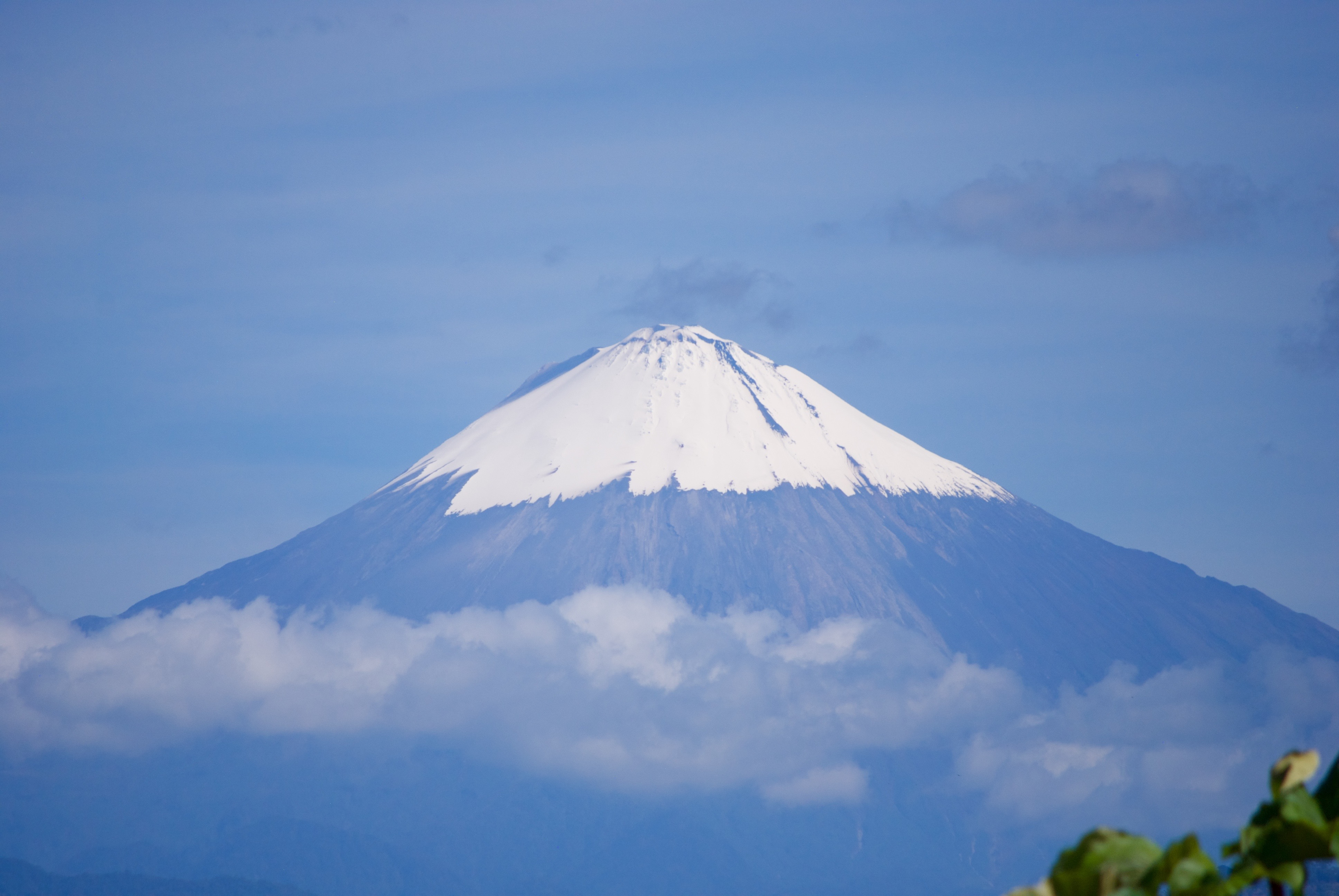
Volcán Sangay visto de Macas 2015.

El Sangay es un estratovolcán ubicado dentro del parque nacional del mismo nombre en el centro del Ecuador, en las estribaciones orientales de la Cordillera de los Andes hacia la selva del Amazonas. El Volcán Sangay ha sido conocido y respetado por las comunidades locales durante siglos debido a su historia de actividad eruptiva, y su nombre en lengua kichwa significa "montaña ardiente". En términos de reconocimiento científico, se cree que el volcán fue estudiado por primera vez por el explorador alemán Alexander von Humboldt en el siglo XIX. Es un volcán continuamente activo ubicado en la República del Ecuador. Es el volcán más activo del Ecuador, y es conocido por su expresión explosiva la cual se manifiesta por nubes gruesas de ceniza, que han formado una especie de bóveda desde 1976.
Sangay viene de Samkay, término indígena que significa espantar.  Los nativos sin embargo fueron testigos de violentas explosiones de este volcán al cual bautizaron así, estas explosiones produjeron por lo menos dos calderas hace milenios para luego erigirse el actual edificio. Este pasado turbulento fue confirmado por algunos estudios geológicos de este volcán.
En la cima se presentan tres grandes cráteres que erupcionan en forma intermitente, también se encuentran varias fisuras en este cráter por donde generalmente fluye la lava volcánica. El cráter central tiene un diámetro de 100 m y una profundidad de 50m hacia el noreste otro cráter de un diámetro de 50m y un tercero hacia el oeste del cráter principal. Se encuentra en la región oriental a 45 km al sureste de Riobamba.
Este volcán está compuesto por andesitas y andesitas basálticas principalmente. Los depósitos están constituidos por olivino, magnesiano, augita, hipersteno y plagioclasa. Están documentadas caídas de rocas, flujos piroclásticos , emisión de lavas, columnas de cenizas y gases. La actividad sísmica es frecuente. En fechas pasadas grandes lahares recorrieron los alrededores del cono y el drenaje natural ha cambiado debido a ello numerosas veces. Este volcán se encuentra solitario casi dentro de la selva, las poblaciones cercanas son escasas, no presenta un peligro mayor.

## Actividad reciente
El mayor proceso eruptivo registrado es de 1628, cuando su ceniza cubrió Riobamba un día y medio. En 1992 mostraba pequeñas nubes de ceniza, pero no había instrumentos para medir su actividad. El actual proceso eruptivo comenzó el 7 de mayo de 2019.
Desde el 20 de septiembre de 2020 el Servicio Nacional de Gestión de Riesgos y Emergencias (SNGRE) del Ecuador registró temblores y expulsiones de cenizas.
El 1 de noviembre de 2020 el Instituto Geofísico de la Escuela Politécnica Nacional reportó un incremento en explosiones, a un nivel comparable con los inicios del mismo período eruptivo desde mayo de 2019.
El escenario más probable para los próximos días y meses, alertó el Instituto Geofísico de la Escuela Politécnica Nacional, es que continúe la actividad eruptiva, con eventuales picos, emisiones de ceniza de leves a importantes y una potencial remoción de escombros en su quebrada suroriental.